# Isabella van Napels

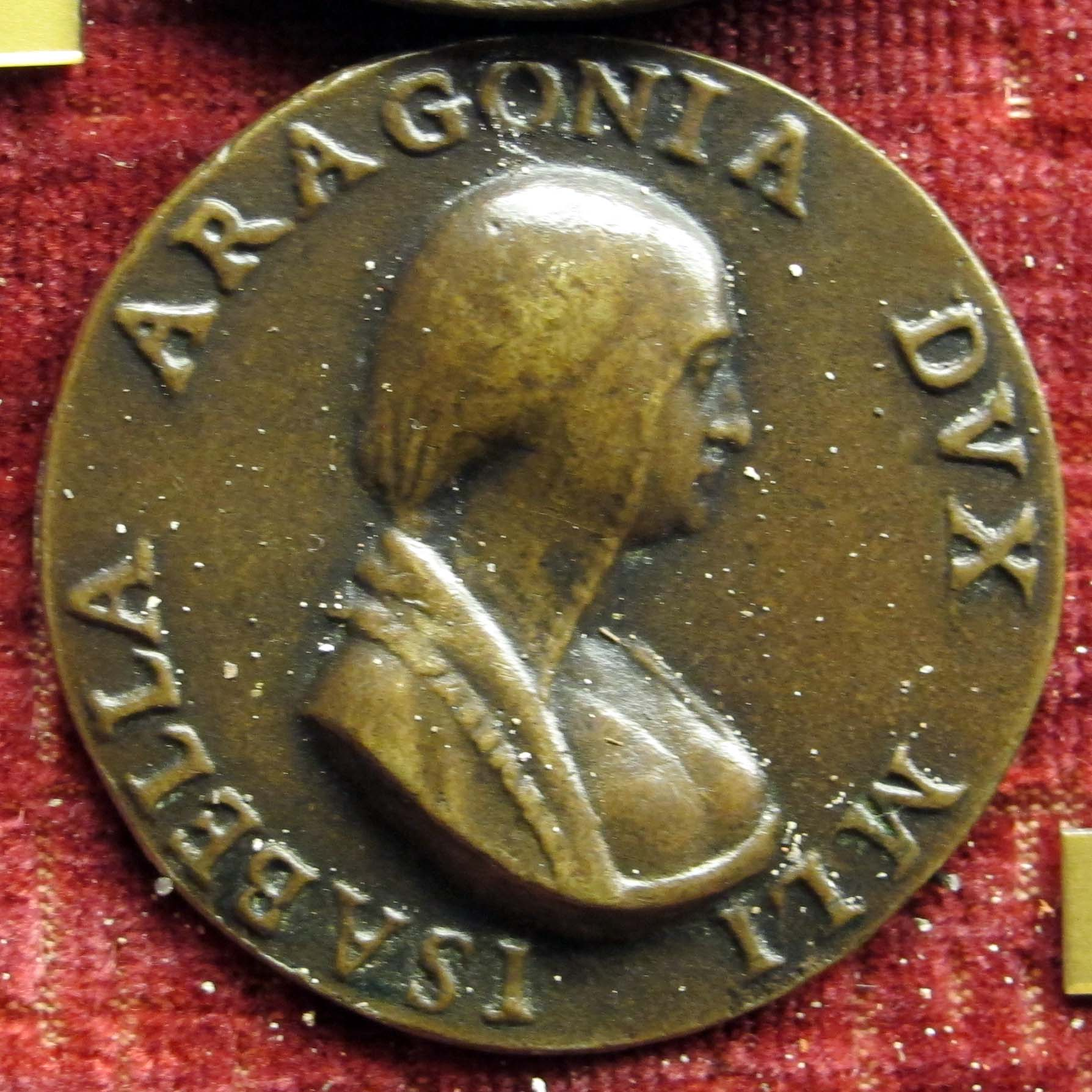
Isabella van Aragon, prinses van Napels.

Isabella van Aragon (Napels, 2 oktober 1470 – aldaar, 11 februari 1524) was een prinses van Napels, kleindochter van Ferdinand I van Napels en dochter van Alfons II van Napels en diens echtgenote Ippolita Maria Sforza (1446-1484). Van 1489 tot 1494 was Isabella Gravin van Milaan, van 1499 tot 1524 Gravin van Bari en Prinses van Rossano.
Isabella huwde met haar volle neef Gian Galeazzo Sforza. Gian Galeazzo volgende zijn vader op en werd hertog van Milaan. Zijn oom, Ludovico Sforza, trad op als regent in plaats van de jonge hertog maar trok al snel de macht naar zicht toe en werd de facto heerser van Milaan.
Met Gian Galeazzo kreeg Isabella een zoon en twee dochters:
- Francesco (1491-1512)
- Ippolita Maria (1493-1501)
- Bona (1495-1557), huwde met Sigismund I van Polen

Isabella overleefde haar zoon, die in 1512 om het leven kwam doordat hij van zijn paard viel, en ook haar dochter Ipolitta.